# Karel de Berlaere

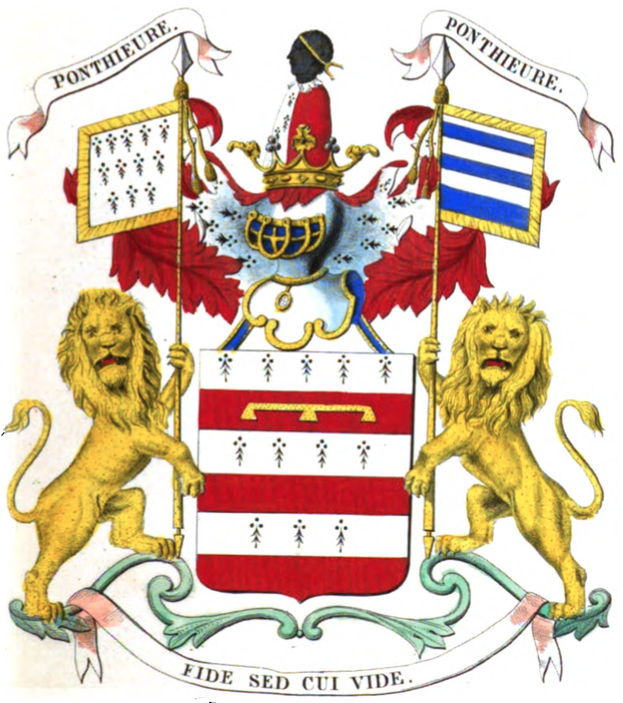
Wapen de Berlaere

Karel Auguste Louis Fidèle de Berlaere (Gent, 3 juni 1800 - Vinderhoute, 15 augustus 1874) was een Zuid-Nederlands edelman.

## Geschiedenis
In 1717 verleende keizer Karel VI verheffing in de adel met de titel van ridder van het Heilig Roomse Rijk, overdraagbaar op alle afstammelingen, aan Karel Pieter Berlaere, erfelijk amman van de stad Gent. Hoewel de verheffing naar behoren werd geregistreerd in de Oostenrijkse Nederlanden, werd ze in 1734 bij decreet herroepen.
Zijn zoon, Jean-Baptiste de Berlaere de Trivières, getrouwd met Anne-Marie Cooman, volgde hem op als amman en bleef verder de titel ridder voeren. Hij had als kinderen:
- Jeanne-Colette de Berlaere (1748-1799), die in 1770 trouwde met Louis de Coninck, die in 1786 hoogbaljuw van Ninove werd.
- Pierre-Norbert de Berlaere de Trivière (1750-1811), die trouwde met Rosalie van der Meere. Hij was van 1780 tot 1794 leenman van het Opperleenhof van Sint-Pieters.

## Levensloop
Karel de Berlaere werd in 1822 ingelijfd in de adelstand van het Verenigd Koninkrijk der Nederlanden, met de titel ridder, overdraagbaar op alle afstammelingen. Zijn ouders waren de hierboven vermelde Pierre de Berlaere de Trivières en Rosalie van der Meere.
Hij werd burgemeester van Vinderhoute, schepen van Gent en kolonel-commandant van het vijfde legioen van de Burgerwacht in Gent.
Hij trouwde in 1821 met Félicité Mouroit (†1863). Ze kregen twee dochters. De familietak doofde uit bij de dood van Karel in 1874, terwijl de laatste naamdraagster, zijn dochter Ida de Berlaere, overleed in 1889. 